# Наурузов, Басир Пшимахович
Баси́р Пшима́хович Науру́зов (род. 8 апреля 1955, Нартан, Кабардино-Балкарская АССР) — советский и российский футболист, нападающий, полузащитник; тренер.
Всю карьеру провёл в клубе «Спартак» Нальчик. В 1977—1993 годах сыграл 511 матчей в первой и второй лигах, забил 118 голов. В 1995—1996 годах — главный тренер команды третьей лиги «Спартак-2» / «Нарт» Нарткала.
Работает тренером в спортивной школе олимпийского резерва имени Александра Апшева.